# Ашер ле Марше
Ашер ле Марше (фр. Aschères-le-Marché) насеље је и општина у централној Француској у региону Центар (регион), у департману Лоаре која припада префектури Питивје.
По подацима из 2011. године у општини је живело 1198 становника, а густина насељености је износила 57,32 становника/km². Општина се простире на површини од 20,9 km². Налази се на средњој надморској висини од 125 метара (максималној 133 m, а минималној 121 m).

## Демографија
| 1962. | 1968. | 1975. | 1982. | 1990. | 2011. |
| ----- | ----- | ----- | ----- | ----- | ----- |
| 835   | 808   | 780   | 809   | 927   | 1.198 |

График промене броја становника у току последњих година